# Ашенгаузен
Ашенгаузен (нім. Aschenhausen) — громада в Німеччині, розташована в землі Тюрингія. Входить до складу району Шмалькальден-Майнінген. Складова частина об'єднання громад Гое-Рен.
Площа — 3,61 км2. Населення становить Невірний параметр metadata 16 066 002 ос. (станом на 31 грудня 2021).